# استفان پیچوت
استفان پیچوت (انگلیسی: Stéphane Pichot؛ زادهٔ ۲ سپتامبر ۱۹۷۶) بازیکن فوتبال اهل فرانسه است.
از باشگاه‌هایی که در آن بازی کرده‌است می‌توان به باشگاه فوتبال سوشو، باشگاه فوتبال استراسبورگ، باشگاه فوتبال لیل، و باشگاه فوتبال پاری سن ژرمن اشاره کرد.